# رود وورسکلا
رود وورسکلا (انگلیسی: Vorskla) یک رودخانه در استان بلگورود کشور روسیه است.